# 파트너 체인지
《파트너 체인지》(영어: Bob & Carol & Ted & Alice)는 미국에서 제작된 폴 머저스키 감독의 1969년 코미디 드라마 영화이다. 내털리 우드 등이 출연하였고 래리 터커 등이 제작에 참여하였다.

## 출연
- 내털리 우드
- 로버트 컬프
- 엘리엇 굴드
- 다이앤 캐넌
- 호르스트 에베르스베르크
- 리 버제어
- K. T. 스티븐스
- 설레스트 야낼
- 린 보든
- 레이프 개릿

## 기타 제작진
- 의상: 모스 메이브리